# 逆光真愛
《逆光真愛》，是一部以描寫蔡雅真師姊真實人生電視劇，由李燕、陳熙鋒、游安順、楊凱琪、吳帆、何璦芸及林子瑄主演，於2013年11月8日在大愛電視台20:00首播。中天娛樂台於2013年11月8日21:00播出。

## 播出時間
以下時間以當地時間（台灣時間）為準

### 首播
| 片名     | 頻道       | 所在地 | 播放日期      | 播放時間                  |
| -------- | ---------- | ------ | ------------- | ------------------------- |
| 逆光真愛 | 大愛電視台 | 台灣   | 2013年11月8日 | 20:00~20:49播出（無廣告） |
| 逆光真愛 | 大愛海外台 | 台灣   | 2013年11月8日 | 20:00~21:00播出（含廣告） |
| 逆光真愛 | 中天娛樂台 | 台灣   | 2013年11月8日 | 21:00~22:00播出（含廣告） |

### 重播
| 片名     | 頻道       | 所在地 | 播放日期      | 播放時間                  |
| -------- | ---------- | ------ | ------------- | ------------------------- |
| 逆光真愛 | 大愛電視台 | 台灣   | 2013年11月9日 | 00:00~00:49播出（無廣告） |
| 逆光真愛 | 大愛海外台 | 台灣   | 2013年11月9日 | 02:00~03:00播出（含廣告） |
| 逆光真愛 | 大愛電視台 | 台灣   | 2013年11月9日 | 03:00~03:49播出（無廣告） |
| 逆光真愛 | 大愛海外台 | 台灣   | 2013年11月9日 | 09:00~09:49播出（無廣告） |
| 逆光真愛 | 大愛海外台 | 台灣   | 2013年11月9日 | 10:58~11:47播出（無廣告） |
| 逆光真愛 | 大愛電視台 | 台灣   | 2013年11月9日 | 16:00~16:49播出（無廣告） |
| 逆光真愛 | 中天娛樂台 | 台灣   | 2013年11月9日 | 11:00~12:00播出（含廣告） |

### 大愛會客室

#### 首播
| 片名       | 頻道       | 所在地 | 播放日期      | 播放時間        |
| ---------- | ---------- | ------ | ------------- | --------------- |
| 大愛會客室 | 大愛海外台 | 台灣   | 2013年11月8日 | 21:00~21:11播出 |
| 大愛會客室 | 大愛電視台 | 台灣   | 2013年11月9日 | 00:49~01:00播出 |
| 大愛會客室 | 大愛海外台 | 台灣   | 2013年11月9日 | 09:49~10:00播出 |
| 大愛會客室 | 大愛電視台 | 台灣   | 2013年11月9日 | 16:49~17:00播出 |

#### 重播
| 片名       | 頻道       | 所在地 | 播放日期      | 播放時間        |
| ---------- | ---------- | ------ | ------------- | --------------- |
| 大愛會客室 | 大愛電視台 | 台灣   | 2013年11月9日 | 03:49~04:00播出 |
| 大愛會客室 | 大愛海外台 | 台灣   | 2013年11月9日 | 09:49~10:00播出 |
| 大愛會客室 | 大愛電視台 | 台灣   | 2013年11月9日 | 16:49~17:00播出 |

### 戲說人生

#### 首播
| 片名     | 頻道       | 所在地 | 播放日期       | 播放時間        |
| -------- | ---------- | ------ | -------------- | --------------- |
| 戲說人生 | 大愛電視台 | 台灣   | 2013年11月10日 | 21:00~21:25播出 |
| 戲說人生 | 大愛海外台 | 台灣   | 2013年11月11日 | 05:30~05:55播出 |

#### 重播
| 片名     | 頻道       | 所在地 | 播放日期       | 播放時間        |
| -------- | ---------- | ------ | -------------- | --------------- |
| 戲說人生 | 大愛電視台 | 台灣   | 2013年11月11日 | 02:00~02:25播出 |
| 戲說人生 | 大愛海外台 | 台灣   | 2013年11月17日 | 10:30~10:55播出 |

## 演員列表

### 主要演員
| 演員   | 角色   | 介紹                                   |
| 李燕   | 蔡雅真 | 本劇女主角，南斗、秀鳳長女，文燦妻子。 |
| 傅珮慈 | 蔡雅真 | 少年蔡雅真。                           |
| 鄧筠庭 | 蔡雅真 | 童年蔡雅真。                           |
| 陳熙鋒 | 黃文燦 | 本劇男主角，雅真丈夫。                 |
| 游安順 | 蔡南斗 | 雅真父親。                             |
| 楊凱琪 | 黃秀鳳 | 雅真母親。                             |
| 吳帆   | 黃父   | 文燦父親。                             |
| 何璦芸 | 黃母   | 文燦母親。                             |

### 其他角色
| 演員   | 角色   | 介紹                                                     |
| 李博翔 | 黃世賢 | 文燦、雅真獨子。                                         |
| 傅顯皓 | 黃世賢 | 少年黃世賢。                                             |
| 陳昱丞 | 黃世賢 | 童年黃世賢。                                             |
| 廖柏翔 | 黃世賢 | 幼年黃世賢。                                             |
| 林子瑄 | 蔡雅芳 | 南斗、秀鳳次女，雅真大妹，郭友達前妻。                   |
| 吳婉君 | 蔡雅芳 | 少年蔡雅芳。                                             |
| 邱偲琹 | 蔡雅芳 | 童年蔡雅芳。                                             |
| 劉珈瑄 | 蔡雅芳 | 幼年蔡雅芳。                                             |
| 周岑頤 | 蔡秀芬 | 雅真堂姊。                                               |
| 李映萱 | 蔡秀芬 | 童年蔡秀芬。                                             |
| 陳家逵 | 蔡世亮 | 南斗、秀鳳獨子，雅真之弟。                               |
| 陳彥豪 | 蔡世亮 | 童年蔡世亮。                                             |
| 陳聖昌 | 蔡世亮 | 幼年蔡世亮。                                             |
| 趙婉茹 | 蔡雅琪 | 南斗、秀鳳么女，雅真小妹。                               |
| 陳鈞姵 | 蔡雅琪 | 幼年蔡雅琪。                                             |
| 朱永德 | 蔡南海 | 南斗二哥。                                               |
| 廖梨伶 | 明月   | 南斗二嫂。                                               |
| 童毅軍 | 進來   | 秀鳳好友，是位廚工。                                     |
| 潘逸安 | 林明祥 | 雅芳的朋友。                                             |
| 劉濟民 | 郭友達 | 雅芳前夫，因雅芳擺地攤因緣際會認識，後來與雅芳離婚收場。 |
| 胡鴻達 | 黃文彬 | 文燦大哥。                                               |
| 王韻婷 | 黃春菊 | 文燦三姊。                                               |
| 康龍   | 屘叔公 | 在秀鳳常賒米的雜貨店男主人。                             |
| 呂俍慧 | 屘嬸婆 | 在秀鳳常賒米的雜貨店女主人。                             |
| 林紹霆 | 劉仔   |                                                          |
| 蘇華美 | 張素鳳 | 慈濟委員，與雅真在雜貨店結緣。                           |
| 洪喻蕎 | 蕭秀枝 | 慈濟委員，文燦、雅真鄰居。                               |
| 僅雯   | 李錦玲 | 慈濟委員，早餐店老闆娘。                                 |

### 大愛會客室名單
| 集數   | 日期           | 來賓                         |
| 第1集  | 2013年11月9日  | 李燕、陳熙鋒、鄧美珍、臧蕙年 |
| 第2集  | 2013年11月10日 | 楊凱琪、游安順               |
| 第3集  | 2013年11月11日 | 楊凱琪、游安順               |
| 第4集  | 2013年11月12日 | 蔡雅真、楊凱琪               |
| 第5集  | 2013年11月13日 | 蔡雅真、楊凱琪               |
| 第6集  | 2013年11月14日 | 蔡雅真                       |
| 第7集  | 2013年11月15日 | 蔡雅真、楊凱琪               |
| 第8集  | 2013年11月16日 | 楊凱琪、游安順               |
| 第9集  | 2013年11月17日 | 蔡雅真、游安順               |
| 第10集 | 2013年11月18日 | 蔡雅真、游安順               |
| 第11集 | 2013年11月19日 | 陳熙鋒、鄧美珍、章可中       |
| 第12集 | 2013年11月20日 | 李燕、陳熙鋒                 |
| 第13集 | 2013年11月21日 | 蔡雅真、陳熙鋒               |
| 第14集 | 2013年11月22日 | 李燕、陳熙鋒                 |
| 第15集 | 2013年11月23日 | 蔡雅真、林子瑄、楊凱琪       |
| 第16集 | 2013年11月24日 | 蔡雅真、陳熙鋒               |
| 第17集 | 2013年11月25日 | 蔡雅真、楊凱琪               |
| 第18集 | 2013年11月26日 | 李燕、陳熙鋒                 |
| 第19集 | 2013年11月27日 | 蔡雅真                       |
| 第20集 | 2013年11月28日 | 蔡雅真、陳熙鋒               |
| 第21集 | 2013年11月29日 | 蔡雅真                       |
| 第22集 | 2013年11月30日 | 蔡雅真、陳熙鋒               |
| 第23集 | 2013年12月1日  | 蔡雅真、林子瑄、楊凱琪       |
| 第24集 | 2013年12月2日  | 蔡雅真                       |
| 第25集 | 2013年12月3日  | 蔡雅真、許素靜               |
| 第26集 | 2013年12月4日  | 蔡雅真、蕭秀枝               |
| 第27集 | 2013年12月5日  | 蔡雅真、陳熙鋒               |
| 第28集 | 2013年12月6日  | 蔡雅真、蕭秀枝               |
| 第29集 | 2013年12月7日  | 蔡雅真                       |
| 第30集 | 2013年12月8日  | 陳熙鋒、李燕、章可中         |
| 第31集 | 2013年12月9日  | 李燕、陳熙鋒                 |
| 第32集 | 2013年12月10日 | 李燕、陳熙鋒                 |
| 第33集 | 2013年12月11日 | 蔡雅真、李錦玲               |
| 第34集 | 2013年12月12日 | 蔡雅真、李錦玲               |
| 第35集 | 2013年12月13日 | 蔡雅真、許素靜、蕭秀枝       |

## 歌曲
| 曲別   | 歌名     | 演唱者 | 作詞   | 作曲   | 編曲   | 製作人 | 合聲 |
| 片頭曲 | 用愛剝苦 | 方宥心 | 阿Q    | 阿Q    | 項仲為 | 曹俊鴻 |      |
| 片尾曲 | 幸福之鑰 | 僅雯   | 吟詩賦 | 何思穎 | 徐肖   | 曹俊鴻 | 僅雯 |

## 製作團隊
- 監製：臧蕙年
- 製作人：鄧美珍
- 編 劇：梁明智、林剪雲、許文鈐
- 導 演：章可中

## 作品的變遷
| 大愛電視台 週一~週日20:00~20:49   | 大愛電視台 週一~週日20:00~20:49        | 大愛電視台 週一~週日20:00~20:49 |
| --------------------------------- | -------------------------------------- | ------------------------------- |
|                                   | 逆光真愛 2013年11月8日－2013年12月12日 |                                 |
| 心願 2013年9月29日－2013年11月7日 | 小妹 2013年12月13日－2014年1月21日     |                                 |

| 中天娛樂台 週一~週日21:00~22:00   | 中天娛樂台 週一~週日21:00~22:00        | 中天娛樂台 週一~週日21:00~22:00 |
| --------------------------------- | -------------------------------------- | ------------------------------- |
|                                   | 逆光真愛 2013年11月8日－2013年12月12日 |                                 |
| 心願 2013年9月29日－2013年11月7日 | 小妹 2013年12月13日－2014年1月21日     |                                 |

## 外部連結
- 大愛電視《逆光真愛》官方網站
- 大愛劇場官方Facebook （页面存档备份，存于）